# Ресторан Венеција у Земуну
Ресторан Венеција у Земуну  један је од многобројних рибљих ресторана и култно место за окупљање љубитеља добре хране и надалеко чувене рибље чорбе на дунавком кеју у Градској општини Земун. Основао га је 1913. године Александар Штрајхер угледни земунскои трговац и велепоседник - рентијер  и подградоначелник Земуна у новоизграђеном павиљону, тик уз саму десну обалу Дунава, непосредно уз лучку капетанију, на месту на коме су пристајали речни бродови.

## Положај
Ресторан се налази на десној обали Дунава на прелепом земунском кеју на адреси Кеј Ослобођења 6, у подножју лесног брега Гардош у старом земунском насељу „Доњи Град”, на 7,2 km удаљености од центра Београда, 16,1 km од аеродрома Сурчин, 200 m југоисточно од Цркве Светог Николе, 300 m од главне Земунске улице и позоришта Мадленианум и тик уз зграду старе лучке капетаније (данас стецишта уметника).

## Историја
У таквим условима у Земуну, 1913. године (у предвечерје Првог светског рата), на садашњој локацији на земунском кеју, тесар Јосип Богнер, као претечу данашњег ресторана „Венеција”, саградио је дрвени летњи павиљон по налогу власника Александра Штрајхера (1861-1913), веома угледног земунског трговца и велепоседника - рентијера, али и подградоначелника Земуна. У то време Земун и Београд још увек су били раздвојени државном границом, између Аустроугарске (у којој се налазио Земун) и Краљевине Србије.
Дрвени павиљон „Венеција” брзо је постао популаран и имао је сталну клијентелу, поред земунаца и путника намерника на проласку кроз Земун и његову дунавску луку и Београђане који су долазили „соне стране” Дунава,   на добар провод и укусне рибље специјалитете. Међу њима били су најбројнији спортисти и друге личности из београдског јавног живота, глумци и писци, од којих су запамћени; Илија Станојевић Чича, Бранислав Нушић, Бора Станковић, Светислав Динуловић, Добрица Милутиновић, Дарко Рибникар, Богобој Руцовић, Јован Тановић, српска прва Коштана - глумица Зорка Тодосић и други.
| „ | Можемо само замислити какав је тај провод био када су се размажене београдске звезде одлучивале на тада дуг пут лађом или возом и пролазак свих граничних процедура да би се пар сати проводили у Земуну. | ” |

Само неколико година касније, а по окончању Првог светског рата, монтажни објекат је срушен да би на његовом месту био подигнут новоизграшени приземни објекат ресторан „Венеција”, са великом терасом. 
Између два светска рата „Венеција”" је стекао репутацију угледног ресторана, којег је као закупац водио искусни угоститељ Сима Иванов. Ту су се преко дана углавном окупљали старији Земунци који су ћаскали, пијуцкали или играли домине или шах, а увече на добар провод и укусну храну долазили су многи Београђани, који су са собом дооводили и своје госте из других крајева Краљевине ЈУгославије.
И после Другог светског рата „Венеција” је дуго била најпопуларнији земунски ресторан, захваљујући не само изванредном положају на Дунаву, већ и због врхунске услуге и квалитета хране коју је пружала својим гостима. 
Након национализације скоро свих угоститељских објеката у СФР Југославији ресторан је припао новооснованом Друштвеном угоститељском предузећу „Централ” из Земуна по налогу комунистичке власти, и у његовом саставу био све до процеса приватизације у Србији. 
Приватизацијом Угоститељског предузећг „Централ”, опао је квалитет услуге, јер су нови власници „успели” да за десетак година, колико су газдовали, у стечај доведу и предузеће и неколико ресторана колико је било у саставу предузећа. Међу њима били су и ресторан „Венеција” и матични хотел „Централ”, основан још 1894. године, деценијама познати као понос Земуна. 
| „ | После агоније запослених којима месецима нису исплаћиване плате и после искључења струје због енормних неплаћених рачуна, предузеће „Централ” је отишло у стечај, а сви објекти, међу њима и „Венеција”, су затворени. | ” |

## Изглед
Након неколико реновирања у 20. и 21. веку ресторан није задржао стари изглед зграде. Споља је добио рустични изглед старе кафане са црвено-белим обојеним украсним дрвени стубовима сличним онима у Венецији, са великом летњом баштом, која надопуњује амбијент старог дела Земуна, а унутра нови ентеријер који је комфоран са мобилијараом из 21. века. 
Уз објекат ресторана, који  се простире на површини од 155 квадратних метара, налази се летња башта (тераса се погледом на Дунав) површине 372 квадрата и нодограђени делови површине 199 квадрата.

## Преименовање ресторана „Венеција” у ресторан „Лотус”
Током 2019. године ресторан је добио новог власника који је не само пороменио назив већ и намену ресторана. Сада је то Кинески ресторан под називом „Лотус.” Након неколико реновирања у 20. и 21. веку ресторан није задржао стари изглед и намену зграде, која је сада украђена конеском традиционалном декорацијијом. Након промене власника по први пут од оснивања „Венеције”  1911. године у њој се више не служе традиционални специјалитети аласа са Дунава, већ специјалитет кинеске кухиње прилагођени укусу посетилаца из Србије.

## Ресторан Венеција након поновог враћања старог имена и садржаја
Током 2022. године ресторан је добио новог власника који је не само вратио ресторану старо име и намену, већ је увео и безброј новина како у раду ресторана тако и у изгледу ентеријера и екстеријера (којим доминира венецијанска гондола)
- Ресторан Венеција након обнове 2022.

## Радно време
Радно време ресторана је: 
Понедељак — Недеља — од 9 до 23 часа.